# 托馬爾猶太會堂

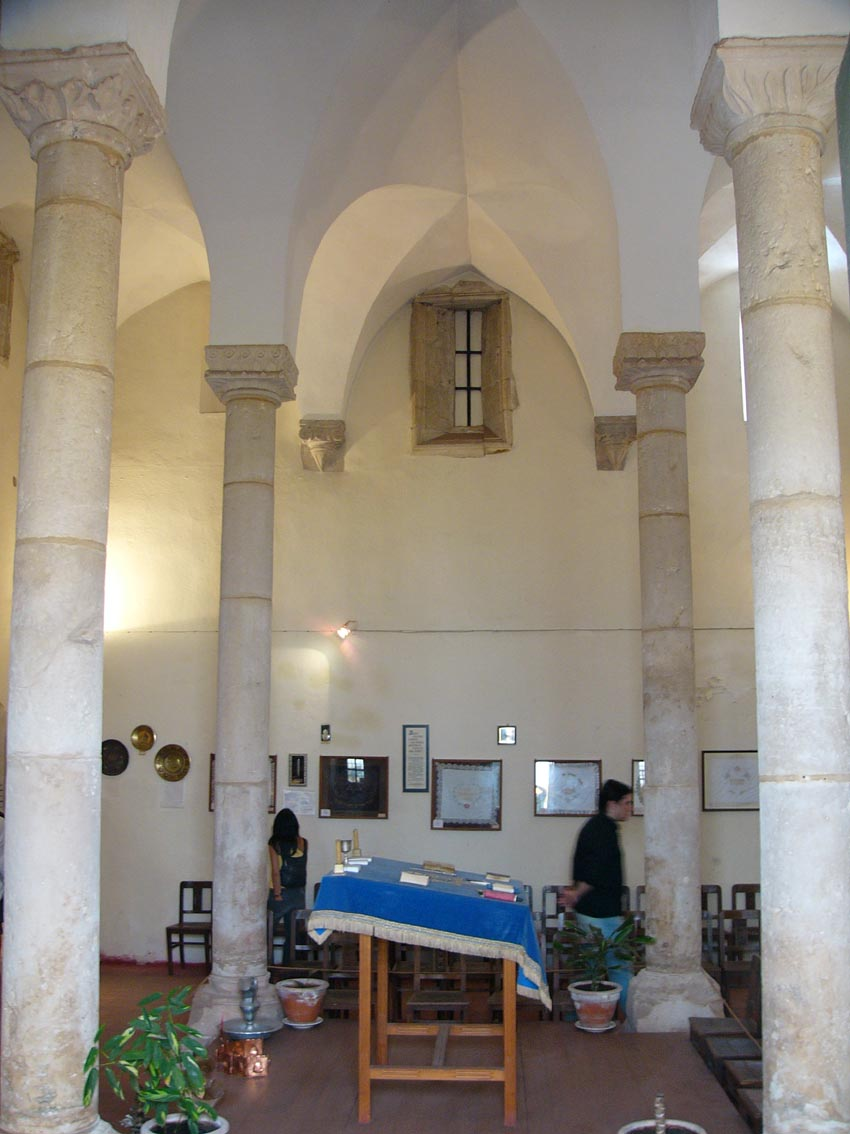

托馬爾猶太會堂（葡萄牙語：Sinagoga de Tomar）是葡萄牙城市托馬爾的一座保存完好的中世紀猶太會堂。這座猶太會堂也是葡萄牙現存的兩座修建於猶太人大流放之前的猶太會堂之一，修建於1430年至1460年。現在這座猶太會堂被作為博物館使用。

## 外部連結
- Synagogue of Tomar Official Webpage （页面存档备份，存于） (in English and Portuguese)
- Synagogue of Tomar | The Museum of the Jewish People at Beit Hatfutsot （页面存档备份，存于）